# Saint-Nicolas des étudiants
 (mai 2016).
Si vous disposez d'ouvrages ou d'articles de référence ou si vous connaissez des sites web de qualité traitant du thème abordé ici, merci de compléter l'article en donnant les références utiles à sa vérifiabilité et en les liant à la section « Notes et références ».
 (janvier 2025).
 (juillet 2012).
La Saint-Nicolas des étudiants est une fête étudiante se déroulant à Liège, Bruxelles, Namur et Mons lors de la 1re semaine de décembre.

## Déroulement actuel à Liège
À l'heure actuelle, la Saint-Nicolas des étudiants, organisée par l'AGEL. L'évènement commence le dimanche soir (depuis 2008). Il y a une grande soirée sous chapiteau, à Bressoux, où se déroule notamment le concours du rois des rois AGEL, qui met en valeur le roi des bleus le plus rapide à l'à-fond. Le lundi midi a lieu le cortège des étudiants, qui partent de la place du Vingt-Août, jusqu'aux Terrasses, pour rendre hommage au Torè et entonner leurs chants facultaires, et ce, en passant par bon nombre de lieux folkloriques. Enfin, après le cortège et les chants facultaires, les étudiants se retrouvent place du Vingt-Août, devant le parvis de l'université pour passer l'après-midi et la soirée autour de quelques bières.

## Histoire de la Saint-Nicolas des étudiants liégeois
La première mention de l’organisation d’une fête d’étudiants à l’occasion de la Saint-Nicolas remonte à 1904. L’Universitaire Catholique, périodique estudiantin édité à Gand mais qui est aussi, depuis 1900, le journal officiel de l’Union des étudiants catholiques de l’université de Liège (société estudiantine fondée en 1873), rend compte dans sa chronique liégeoise de l’événement : " C’est avec un plaisir immense que nous allons fêter magnifiquement le patron des écoliers. Il y aura d’abord une guindaille monstre (on parle de 200 litres) ; on procédera ensuite au tirage d’une tombola, et le bruit m’est parvenu que le grand Saint allait nous honorer de sa visite ". Point de cortège ou de sortie en ville : les étudiants catholiques se contentent de faire une guindaille intime au cours de laquelle alternent chansons et monologues estudiantins. Le plat de résistance est constitué par l’arrivée de Saint-Nicolas qui distribue, non pas des friandises, mais des "vérités"  ironiques sur les membres présents. La guindaille terminée, les étudiants s’en vont alors vadrouiller dans différents cafés.
L’organisation de cette nouvelle réjouissance fait des émules et, dès 1905, une seconde association estudiantine, facultaire cette fois (l’Association universitaire des licences commerciales, consulaires, politiques et géographiques), organise des festivités "copieusement et gratuitement arrosées à l’occasion de la Saint-Nicolas".
La tradition semble alors lancée. Les années suivantes verront de semblables fêtes animer la plupart des cercles universitaires, qu’ils soient politiques, facultaires ou régionaux. En 1907, le Cercle des étudiants du Hainaut emboîte en effet le pas.
Les festivités se maintiennent sous cette forme jusqu’en 1909. Le 6 décembre de cette année, les étudiants catholiques de l’Union reçoivent leurs camarades de Louvain, Bruxelles et Gand en vue de fonder la Fédération Nationale wallonne des étudiants catholiques. Cet événement, doublé de la récente fondation d’une fanfare estudiantine au sein du cercle catholique, doit être commémoré dignement : la première sortie de Saint-Nicolas a lieu deux jours plus tard, nous n’en connaissons malheureusement aucun détail.
Cette évolution dans la conception de la fête doit cependant être nuancée : premièrement, elle ne se remarque qu’au sein du cercle catholique, les autres groupements d’étudiants continuant leurs activités comme par le passé ; deuxièmement, la Saint-Nicolas n’apparaît pas comme une sortie en soi, on profite de l’occasion pour inviter des délégués d’autres universités et, la sortie est, en réalité, le cortège que l’on organise pour aller les accueillir à la gare. Une fois au local, le cérémonial coutumier reprend.
Cela est confirmé par les éditions de décembre 1910 et 1911, années où des incidents mettent aux mains étudiants catholiques et libéraux.
La Première Guerre mondiale vient arrêter les réjouissances. L’université est fermée, "occupée", la jeunesse universitaire paie son tribut à la Patrie dans les tranchées de l’Yser.
Dès 1919, la vie estudiantine joyeuse reprend mais la Saint-Nicolas semble oubliée dans cette renaissance. Ce n’est qu’en 1921 que l’Union, toujours elle, reprend la tradition. Le 6 décembre, "après une éclatante sortie de la fanfare qui porta ses joyeux hommages à MM. Dallemagne et Goblet, on rentra à l’Union pour la séance dramatique". La "fête intime" de l’avant-guerre fait place ici à la représentation d’une revue estudiantine.
En 1922, nouvelle sortie et nouvelle représentation estudiantine à l’Union. La fête semble reprendre vie aussi au sein d’associations, c’est ainsi que l’Association des étudiants en médecine organise une fête intime de Saint-Nicolas le 6 décembre.
Cela se confirme dès 1923. La tradition est alors relancée sous la forme qu’elle avait avant-guerre : fête intime au cours de laquelle Saint-Nicolas distribue quelques paroles ironiques aux participants, guindaille faite de chansons et monologues, bières en grande quantité et finalement, vadrouille en ville.
La fête de la Saint-Nicolas apparaît comme une initiative des étudiants catholiques, ils nous en donnent une nouvelle preuve en décembre 1928. Pour la première fois, l’Union appelle à un cortège organisé le matin, de plus "Nous demandons aux étudiants de l’accompagner (saint Nicolas) munis de moyens de locomotion aussi bizarres et hétéroclites que possible". Montés sur deux motos Gillet, saint Nicolas et Hanscrouf précèdent le cortège des étudiants. Laissons le quotidien La Meuse nous conter cette homérique Saint-Nicolas :
"Jeudi soir, vers 9 heures, un cortège d’étudiants en liesse parcourut les rues du Centre et offrit aux promeneurs un spectacle original dans sa débordante gaieté. Saint Nicolas et son comparse Hanscrouf, drôlement campés sur des motos, précédaient le groupe, qu’entouraient les véhicules les plus disparates : voiturettes d’enfant, chars symboliques, fiacres, autos et trottinettes. Quelques farceurs, travestis en bambins, petites culottes, blouses et bérets, chantaient à tue-tête les louanges du Saint  […]
L’attraction était réussie et ce music-hall ambulant servit gracieusement aux badauds une franche rigolade.
Alors que le cortège s’engageait dans la rue Vinâve d’Île, saint Nicolas fut ravi par l’asphalte et, dans une pétarade subite, voulut essayer un "kilomètre lancé". Mal lui en prit ! Un agent trop zélé, posté près de la Vierge Del Cour, arrêta ce fameux senior […]
L’agent verbalisa, au grand mécontentement de la foule, qui déjà murmurait autour de cet ingrat dictateur. Au lieu de la révolte éclata une joie lorsque l’agent trahit son identité : c’était un étudiant qui, dans ce rôle, montra beaucoup de sérieux et de brio. […]"
Les divers cercles estudiantins ne restent pas longtemps à l’écart de cette évolution des festivités. En 1930, trois saint Nicolas précèdent le cortège qui se clôture à la fontaine de la Vierge Del Cour.
En 1939, la Seconde Guerre mondiale s’annonce. Par respect pour les étudiants mobilisés, aucune activité folklorique n’est organisée, saint Nicolas mettra six ans avant de revenir à Liège. Le 7 décembre 1945, il fait son retour à l’Union. Une nouveauté voit le jour cette même année : "Le preste petit saint Nicolas conduisant une troupe, qui chantait des cantiques très estudiantins, se dirigea vers l’auditoire de 1re philo". Pour la première fois, les cours à l’Université sont troublés et les étudiants, "recrutés" dans les auditoires, viennent grossir les rangs du cortège. Celui-ci passe par la statue du Torè, aux Terrasses, file vers le Lycée de Waha avant de se clore à la Vierge Del Cour par le traditionnel Marie Clap’Sabot. Les années suivantes connaissent un programme identique.
En 1950, L’Étudiant libéral liégeois confesse : "Une antique tradition veut que cette manifestation de la vitalité de notre gent estudiantine soit organisée par l’Union. Et nous confessons que depuis le nombre respectable d’années que nous écoutons stoïquement des profs d’unif, nous avons vu faire quelques belles choses à cette occasion". Voilà donc admise par leurs opposants les plus radicaux, l’évidente position d’organisateur des festivités par l’Union des étudiants catholiques.
Le mercredi 5 décembre 1951, les premiers incidents éclatent entre la police et les étudiants : la charge estudiantine sur le lycée de Waha et l’arrachage de la flèche d’un tram occasionnent une réaction musclée de la police, des étudiants sont blessés. Les bagarres se poursuivront deux jours durant.
Le calme revient les années suivantes, le cortège est entouré de nombreuses forces de l’ordre, ce qui met un frein à l’exubérance des étudiants. Ceux-ci trouvent cependant encore l’occasion de renverser les poubelles et de décrocher les perches des trolley-bus.
En 1958, les étudiants en droit profitent des incidents soulevés par la nomination de François Perin à la chaire de droit public pour organiser un formidable canular : saint Nicolas préside le "tribunal" qui "prononce la déchéance du professeur Perin de tous ses droits publics, ordonne son internement à pérennité, institue le premier doctorat comme gardien provisoire et, à titre de réparations civiles des délits commis par l’irresponsable, attribue au premier doctorat un congé d’un jour".
La fin des années cinquante connaît une innovation supplémentaire : la collecte pour "l’œuvre de la soif". Armés d’une chope, les étudiants quémandent quelques pièces auprès des bourgeois se trouvant dans les cafés de la ville, une fois en possession d’une somme suffisante, ils se répandent dans les locaux de l’Union, de la Mâson. Divers cafés reçoivent leur nocturne visite.
La tradition n’évoluera guère plus durant les années soixante : la Saint-Nicolas connaît un succès grandissant, elle réunit un cortège de plus en plus important où les tabliers blancs, exceptionnels jusque-là, se multiplient pour être majoritaires à la fin des années septante.
Outre les visites traditionnelles au Torè, au lycée de Waha, à la Vierge Del Cour, la rédaction du quotidien La Meuse reçoit annuellement la visite du cortège. Du haut du dernier étage de l’immeuble, au boulevard de la Sauvenière, saint Nicolas bénit la foule massée au pied du bâtiment.
Les évènements de 1968-69 n’occasionneront pas la fin de cette activité folklorique, seul le nombre des participants se réduira à 200 ou 300.
Aucune particularité ne marque les Saint-Nicolas suivantes. Les étudiants restent peu nombreux à perpétuer le culte du saint, mais la tradition se maintient.
En 1975, des circonstances politiques (un projet de réforme du financement des Universités et de la recherche déposé par les ministres de l’Éducation Nationale) rendent une splendeur d’antan au cortège : 
"A Liège, hier, le traditionnel cortège de la Saint-Nicolas des étudiants avait été supprimé et remplacé par un cortège funèbre à la mémoire de l’université et de la recherche, cortège auquel participaient près de 2000 étudiants […] Il y avait des cercueils, des croix funèbres à la mémoire de l’université (Université requiescat in pace), des étudiants vêtus de longues cagoules noires (style pénitent), des veuves éplorées et même un étudiant habillé en curé conduisant le deuil. […] Mercredi, la traditionnelle collecte pour l’Œuvre  de la soif fut remplacée par une collecte pour la recherche. Arborant des cartons signalant le but de leur collecte, les étudiants vendaient 5 F le billet de soutien à la recherche. Sur ce billet, on pouvait lire : La recherche scientifique qui détermine vos conditions d’existence est gravement menacée par le projet Humblet-De Croo-Geens. Toute l’Université vous demande d’en prendre conscience et de l’aider en participant à son action. Ceci remplace la collecte annuelle de la Saint-Nicolas."
En 1979, record battu, pas moins de six saint Nicolas précèdent le cortège :
"Fidèles à la tradition, plusieurs centaines d’étudiants ont défilé mercredi dans les rues du centre de Liège pour la fête de la Saint-Nicolas. Très tôt le matin, ils collectaient déjà dans les rues du centre pour l’œuvre de la soif. Certains courageux avaient même commencé l’opération dès mardi soir. Une demi-douzaine de saint Nicolas ouvraient le cortège encadrés par d’importantes forces de police. La Fédération des cercles étudiants, organisatrice du cortège, avait pris en charge l’organisation du cortège voulant éviter tout incident préjudiciable à la population et conserver à cette manifestation son caractère purement folklorique."
L’Union des étudiants catholiques, plongée dans une crise folklorique, perd son rôle d’organisateur au profit de la Fédération des cercles étudiants, une page est tournée, les étudiants catholiques avaient été non seulement à l’origine de la fête mais avaient continuellement influencé son évolution.
En 1981, d’immenses dégâts sont occasionnés au parterre de la place Cathédrale, le centre de la ville est jonché de gobelets en plastique et de bouteilles vides.
L’année suivante, le nombre d’étudiants participants au cortège se chiffre à 1 500, le folklore, après un léger passage à vide, semble renaître. Les toges estudiantines se comptent en plus grand nombre, les Comités de Baptême deviennent les gardiens de la tradition estudiantine.
1984 voit une initiative du Cercle des étudiants en archéologie, ils obtiennent l’autorisation d’organiser une après-midi musicale place du Vingt-Août. Le centre de la fête s’y déplace aussitôt, le Carré est quelque peu désengorgé.
1989, la rupture ! Depuis le début, la Saint-Nicolas était organisée le premier mercredi du mois de décembre, mais, cette année, le mercredi 6 décembre, un match de football nécessite la présence des forces de l’ordre à Rocourt. En accord avec les autorités communales, l’Association générale des étudiants liégeois qui regroupe les différents Comités de baptêmes universitaires ou assimilés, organise la sortie le mardi 5 décembre. 10 000 étudiants dans le cortège. Malgré de nombreuses précautions, la fête tourne à la catastrophe : pillage du rayon alcool d’un grand magasin de l’avenue Blonden, des dizaines de comas éthyliques et un mort par noyade dans la Meuse.
L’AGEL prendra ses responsabilités dès l’année suivante. Elle obtient des autorités communales l’exclusivité de l’organisation et décentre l’animation musicale vers l’esplanade Saint-Léonard.  Ce fut un succès sans précédent, peu d’incidents furent à signaler[réf. nécessaire].
En 1993, les festivités retrouvent le centre de la ville à la suite de nouveaux accords avec les autorités académiques et communales. Le calme est plus que satisfaisant, au point d’en intriguer la presse : " Ils étaient encore plus de 1 000 pour fêter Saint-Nicolas hier à Liège. Pas d’incidents graves à déplorer" titre La Meuse.
Actuellement, la fête se déroule sur la place du Vingt-Août et a lieu (depuis 2008) le premier lundi de décembre. Le but du maintien d'une date en semaine est d’éviter autant que possible la présence d’élèves du secondaire.
En 2011, les travaux de rénovation du bâtiment de l'Émulation en face de l'Université de Liège ont empêché le déroulement de la fête place du Vingt-Août. Le bureau AGEL a donc été contraint d'organiser l'après-midi récréative au chapiteau du Val-Benoît, mais le bourgmestre Willy Demeyer a confirmé en conseil communal que ce changement était à caractère tout à fait exceptionnel.

## Source
La plupart des éléments historiques mentionnés ci-dessus sont issus des recherches de Michel Péters, historien ayant consacré son mémoire de fin d'études à l'origine des traditions et folklore à l'université de Liège.